# The Unspoken King
The Unspoken King – szósty album studyjny kanadyjskiej grupy muzycznej Cryptopsy. Wydawnictwo ukazało się 23 maja 2008 roku nakładem wytwórni muzycznej Century Media Records. W ramach promocji do utworu "Worship Your Demons" został zrealizowany teledysk, który wyreżyserował David Brodsky.

## Lista utworów
Opracowano na podstawie materiału źródłowego.
1. "Worship Your Demons" – 2:12
2. "The Headsmen" – 5:14
3. "Silence the Tyrants" – 4:09
4. "Bemoan the Martyr" – 4:10
5. "Leach" ft. Yourri Raymond – 4:48
6. "The Plagued" – 4:09
7. "Resurgence of an Empire" – 4:40
8. "Anoint the Dead" ft. Gabriel McCaughry – 3:19
9. "Contemplate Regicide" – 5:29
10. "Bound Dead" – 6:26
11. "(Exit) the Few" – 2:31

## Twórcy
Opracowano na podstawie materiału źródłowego.
| - Matt McGachy − wokal prowadzący - Alex Auburn − gitara rytmiczna, gitara prowadząca, wokal wspierający - Christian Donaldson − gitara rytmiczna, gitara prowadząca - Eric Langlois − gitara basowa - Flo Mounier − perkusja, wokal wspierający | - Maggie Durand − instrumenty klawiszowe - Jeff Fortin − inżynieria dźwięku - Chris Donaldson − inżynieria dźwięku, miksowanie, produkcja muzyczna - Bernard Belley − mastering - Jeik Dion − opraw graficzna |